# جمشيد اسكندروف
جمشيد اسكندروف (16 أكتوبر 1993 طشقند أوزبكستان - ) هو لاعب كرة قدم أوزبكستاني، يلعب كلاعب وسط.

## روابط خارجية
- جمشيد اسكندروف على موقع دوري كوريا الجنوبية (الإنجليزية)
- جمشيد اسكندروف على موقع قاعدة بيانات كرة القدم.إي يو (الإنجليزية)
- جمشيد اسكندروف على موقع ناشيونال فوتبول تيمز (الإنجليزية)
- جمشيد اسكندروف على موقع Soccerway.com (الإنجليزية)